# Галушкін Олександр Миколайович
Олекса́ндр Микола́йович Галу́шкін — сержант Збройних сил України.

## Життєвий шлях
Закінчив сумську ЗОШ № 7. Проживав у місті Суми. Захоплювався військовою історією, боксом, боротьбою, футболом. 1993 року вступив до Сумського артилерійського училища, однак не закінчив навчання, зневірившись у армії тих часів.
Від липня 2014-го ходив до військкомату добровольцем. Мобілізований у серпні, старший навідник самохідної зброї 2С1 «Гвоздика», 17-та окрема гвардійська танкова бригада. Через 2 місяці перебування на фронті бригада відбувала на ротацію, Олександр пропустив свою чергу — заради побратимів із сім'ями.
Помер біля села Семигір'я Бахмутського району, від серцевої недостатності, під час виконання військової служби.
Похований з військовими почестями в Сумах, центральне міське кладовище. Без Олександра лишилися мама Валентина Іванівна та сестра.

## Нагороди
За особисту мужність і героїзм, виявлені у захисті державного суверенітету та територіальної цілісності України, вірність військовій присязі під час російсько-української війни, відзначений — нагороджений
- орденом «За мужність» III ступеня (посмертно)